# Ullesthorpe
Ullesthorpe es una localidad situada en el condado de Leicestershire, en Inglaterra (Reino Unido), con una población estimada a mediados de 2016 de 980 habitantes.
Se encuentra ubicada al oeste de la región Midlands del Este, cerca de la frontera con la región de Midlands del Oeste, de la autoridad unitaria de Leicester y de los montes Peninos.